# كومير
قرية كومير هي إحدى القرى التابعة لمركز اسنا في محافظة الأقصر في جمهورية مصر العربية. حسب إحصاءات سنة 2006، بلغ إجمالي السكان في كومير 9994 نسمة، منهم 5327 رجل و4667 امرأة.